# Santiago Challenger 1991
Il Santiago Challenger 1991 è stato un torneo di tennis facente parte della categoria ATP Challenger Series nell'ambito dell'ATP Challenger Series 1991. Il torneo si è giocato a Santiago in Cile dall'11 al 17 marzo 1991 su campi in terra rossa.

## Vincitori

### Singolare
Alberto Mancini ha battuto in finale  Pedro Rebolledo con il punteggio di 6–3, 6–3

### Doppio
Gustavo Garetto /  Marcelo Ingaramo hanno battuto in finale  Hans Gildemeister /  Felipe Rivera con il punteggio di 6–2, 4–6, 6–4